# Трейд-Лейк (Вісконсин)
Трейд-Лейк (англ. Trade Lake) — місто (англ. town) в США, в окрузі Бернетт штату Вісконсин. Населення — 904 особи (2020).

## Демографія
Згідно з переписом 2010 року, у місті мешкали 823 особи в 350 домогосподарствах у складі 247 родин. Було 696 помешкань
Расовий склад населення:
| - 97,4 % — білих - 0,2 % — чорних або афроамериканців - 0,1 % — корінних американців |

До двох чи більше рас належало 1,9 %. Частка іспаномовних становила 1,0 % від усіх жителів.
За віковим діапазоном населення розподілялося таким чином: 18,2 % — особи молодші 18 років, 60,7 % — особи у віці 18—64 років, 21,1 % — особи у віці 65 років та старші. Медіана віку мешканця становила 50,5 року. На 100 осіб жіночої статі у місті припадало 109,9 чоловіків;  на 100 жінок у віці від 18 років та старших — 109,7 чоловіків також старших 18 років.
Середній дохід на одне домашнє господарство  становив 72 313 долари США (медіана — 60 580), а середній дохід на одну сім'ю — 80 831 долар (медіана — 64 196). Медіана доходів становила 53 438 доларів для чоловіків та 35 625 доларів для жінок. За межею бідності перебувало 5,6 % осіб, у тому числі 2,6 % дітей у віці до 18 років та 13,1 % осіб у віці 65 років та старших.
Цивільне працевлаштоване населення становило 428 осіб. Основні галузі зайнятості: виробництво — 27,6 %, освіта, охорона здоров'я та соціальна допомога — 21,0 %, роздрібна торгівля — 12,6 %, сільське господарство, лісництво, риболовля — 7,7 %.